# Campeonato Europeo de Triatlón de 2015
El XXXI Campeonato Europeo de Triatlón se celebró en Ginebra (Suiza) entre el 10 y el 12 de julio de 2015 bajo la organización de la Unión Europea de Triatlón (ETU) y la Federación Suiza de Triatlón.
Los 1,5 km de natación se realizaron en el lago Lemán, los 40 km de bicicleta y los 10 km de carrera se desarrollaron en un circuito urbano de la ciudad suiza.

## Resultados
| Evento       | Oro                                                           | Plata                                                                     | Bronce                                                           |
| ------------ | ------------------------------------------------------------- | ------------------------------------------------------------------------- | ---------------------------------------------------------------- |
| Masculino    | David Hauss Francia                                           | Sven Riederer · Suiza                                                     | Kristian Blummenfelt · Noruega                                   |
| Femenino     | Nicola Spirig · Suiza                                         | Annamaria Mazzetti · Italia                                               | Ainhoa Murua · España                                            |
| Relevo mixto | Francia Jeanne Lehair Simon Viain Emmie Charayron David Hauss | Suiza · Jolanda Annen · Andrea Salvisberg · Nicola Spirig · Sven Riederer | Reino Unido Jodie Stimpson Matthew Sharp Lucy Hall Thomas Bishop |

### Masculino
| Puesto            | Triatleta            | País    |       |         |       | Final   |
| ----------------- | -------------------- | ------- | ----- | ------- | ----- | ------- |
| Medalla de oro    | David Hauss          | Francia | 17:54 | 1:02:39 | 31:19 | 1:52:55 |
| Medalla de plata  | Sven Riederer        | Suiza   | 17:55 | 1:02:38 | 31:42 | 1:53:13 |
| Medalla de bronce | Kristian Blummenfelt | Noruega | 18:06 | 1:02:25 | 31:43 | 1:53:16 |

### Femenino
| Puesto            | Triatleta          | País   |       |         |       | Final   |
| ----------------- | ------------------ | ------ | ----- | ------- | ----- | ------- |
| Medalla de oro    | Nicola Spirig      | Suiza  | 19:48 | 1:10:49 | 35:33 | 2:07:15 |
| Medalla de plata  | Annamaria Mazzetti | Italia | 19:34 | 1:11:03 | 36:31 | 2:08:14 |
| Medalla de bronce | Ainhoa Murua       | España | 19:46 | 1:10:51 | 37:31 | 2:09:16 |

### Relevo mixto
| Puesto            | País        | R1    | R2    | R3    | R4    | Final   |
| ----------------- | ----------- | ----- | ----- | ----- | ----- | ------- |
| Medalla de oro    | Francia     | 23:55 | 19:34 | 21:48 | 20:03 | 1:25:21 |
| Medalla de plata  | Suiza       | 23:42 | 19:56 | 21:38 | 20:11 | 1:25:30 |
| Medalla de bronce | Reino Unido | 23:16 | 19:35 | 22:23 | 20:16 | 1:25:31 |

## Medallero
| Núm. | País        | Oro | Plata | Bronce | Total |
| ---- | ----------- | --- | ----- | ------ | ----- |
| 1    | Francia     | 2   | 0     | 0      | 2     |
| 2    | Suiza       | 1   | 2     | 0      | 3     |
| 3    | Italia      | 0   | 1     | 0      | 1     |
| 4    | España      | 0   | 0     | 1      | 1     |
| 4    | Noruega     | 0   | 0     | 1      | 1     |
| 4    | Reino Unido | 0   | 0     | 1      | 1     |
|      | TOTAL       | 3   | 3     | 3      | 9     |